# Wisłoka Dębica
Wisłoka Dębica (vollständig: Klub Sportowy Wisłoka Dębica) ist ein polnischer Sportverein aus der Stadt Dębica (Woiwodschaft Karpatenvorland). Der Verein wurde 1908 gegründet und ist einer der ältesten Vereine Polens. Die Vereinsfarben sind seit der Gründung Grün und Weiß. Der Verein wurde nach dem gleichnamigen Fluss benannt, der durch die Stadt fließt.

## Fußball
Die größte Abteilung des Vereins ist zurzeit die Fußballsektion und spielte in den 1970er und 1990er Jahren in der zweithöchsten polnischen Spielklasse. In der Saison 1992/93 erreichte Wisłoka Dębica das Viertelfinale des polnischen Fußballpokals.

## Weitere Sektionen
- Volleyball
- Ringen
- Schach
- Boxen

## Fans
Die Fans von Wisłoka Dębica pflegen seit 1988 eine Freundschaft zu den Fans von Górnik Zabrze. Es ist eine der ältesten Fanfreundschaften in Polen.